# SN 2005hw
SN 2005hw – supernowa typu Ia odkryta 11 października 2005 roku w galaktyce A000928+0109. W momencie odkrycia miała maksymalną jasność 22,80m.